# .gq
.gq е интернет домейн от първо ниво за Екваториална Гвинея. До ноември 2006 г. официалния регистър на домейна е freenom.com. Може да бъде заявен безплатно, но други потребители могат да закупят домейна ви, а ако сте го платили след изтичане на домейна всички опитващи се да го отворят ще бъдат препратени на страница с реклами от регистъра. Същото ще се случи ако потребител въведе несъществуващ събдомейн по-дълъг от три знака.